# Francisco Pérez Bayer
Francisco Pérez Bayer (Valencia, 1711 – Madrid, 1794) è stato un teologo spagnolo.
Docente di ebraico all'università di Salamanca, fu autore dell'opera teologica Damasus et Laurentius hispani asserti et vindicati (1766).